# حصاد الظلام (فلم 2022)
حصاد الظلام (بالإنجليزية: Dark Harvest) هو فيلم رعب خيالي أمريكي لعام 2022، من إخراج ديفيد سليد، وسيناريو مايكل غيليو، يستند الفيلم إلى رواية عام 2006 التي تحمل الاسم نفسه للكاتب نورمان بارتريدج، وتم عرضه في دور العرض في 9 سبتمبر 2022.

## روابط خارجية
- مقالات تستعمل روابط فنية بلا صلة مع ويكي بيانات